# 达契亚战争
达契亚战争是罗马帝国征服达契亚的战争。达契亚（一译达基亚）位于今天的罗马尼亚一带，盛产黄金。公元前1世纪，布雷比斯塔逐渐将达契亚的达契亚人和盖塔人的部落联合起来，成立了达契亚王国。逐渐壮大的达契亚对罗马共和国的边境构成了威胁，以至于凯撒也制定了征服达契亚的计划。但是公元前44年布雷比斯塔遇刺身亡，达契亚王国陷入分裂，征服达契亚的计划才推迟。双方的相对和平持续了100多年，直到公元85年至86年，又有来自达契亚的势力威胁到了罗马帝国东部默西亚行省的边境安全。于是公元85年至89年，当时的罗马皇帝多米提安进攻达契亚，因受到达契亚统治者德凯巴鲁斯顽强抵抗而失败。图拉真上台后，再次发动了对达契亚征服的战争。第一次达契亚战争（101年-102年），虽然取得了一些胜利，但是无法完全征服达契亚，图拉真最后与德凯巴鲁斯签订了和平条约。为了彻底消除达契亚的威胁，图拉真于105年发动了第二次达契亚战争，并最终征服了达契亚。罗马由此战直接取获了极为丰厚的战利品。图拉真为纪念征服达契亚，还立了图拉真柱以示纪念。